# NHL 20
NHL 20 — двадцать девятая игра серии NHL, созданная разработчиками EA Canada и изданная EA Sports. Игра была выпущена для консолей восьмого поколения PlayStation 4 и Xbox One и Nintendo Switch 13 сентября 2019 года.

## Новые функции

### Скорость и броски по воротам с технологией RPM Tech
Игроки смотрятся и ощущаются более реалистично — они выполняют свои фирменные броски из реального мира. Кроме того, более 45 новых контекстуальных анимации бросков придают атакам ворот дополнительную правдоподобность — игроки используют новые приёмы, чтобы забросить шайбу в сетку.

### Интеллект вратаря
В новом ИИ вратаря задействован полный анализ угроз при атаке — это позволяет вратарям считывать позицию и уровень угрозы каждой атаки, после чего активно контролировать отскоки и направлять шайбу подальше от опасной зоны.

### Новая система вещания
Переработанная система вещания привносит в NHL 20 новую технологию прямых репортажей с приглашёнными комментаторами, а также изменённые табло со счётом и визуальные эффекты.

## Отзывы
| Сводный рейтинг    | Сводный рейтинг          |
| Агрегатор          | Оценка                   |
| ------------------ | ------------------------ |
| GameRankings       | 76,06 %                  |
| Metacritic         | XONE: 86/100 PS4: 78/100 |
| Иноязычные издания |                          |
| Издание            | Оценка                   |
| Game Informer      | 7,5/10                   |
| GameRevolution     | [ 5 ]                    |
| GameSpot           | 9/10                     |
| GamesRadar+        | [ 7 ]                    |
| Hardcore Gamer     | 3,5/5                    |
| IGN                | 7,9/10                   |
| Push Square        | [ 10 ]                   |
| Shacknews          | 8/10                     |
| USgamer            | 3,5/5                    |